# Агломерація Порту-Алегрі (мезорегіон)
Агломерація Порту-Алегрі (порт. Mesorregião Metropolitana de Porto Alegre) — адміністративно-статистичний мезорегіон в Бразилії, входить в штат Ріу-Гранді-ду-Сул. Населення становить 5168 тис. чоловік на 2005 рік. Займає площу 29 734,982 км². Густота населення — 173,8 чол./км².

## Склад мезорегіону
В мезорегіон входять такі мікрорегіони:
1. Камакан
2. Грамаду-Канела
3. Монтенегру
4. Озоріу
5. Порту-Алегрі
6. Сан-Жероніму

| Бразилія | Це незавершена стаття з географії Бразилії. Ви можете допомогти проєкту, виправивши або дописавши її. |